# Pleurotomella bathybia
Pleurotomella bathybia is een slakkensoort uit de familie van de Raphitomidae. De wetenschappelijke naam van de soort is voor het eerst geldig gepubliceerd in 1908 door Strebel.